# José Miguel Ortí Bordás
José Miguel Ortí Bordás (Tous, 3 de febrer de 1938) és un polític valencià.

## Trajectòria
Va estudiar Dret a la Universitat de Madrid. En 1958 era delegat del SEU en la Facultat de Dret de la Universitat de Madrid. En 1959 va ser nomenat cap del Departament d'informació i Premsa i director del Gabinet d'Estudis Sindicals del SEU. En 1962 era director del Gabinet d'Estudis Sindicals de la Prefectura Nacional del SEU. En 1963 va ser nomenat Inspector nacional d'Associacions del Movimiento i el 1964 cap nacional del SEU. Entre 1969 i 1971 va ser sotssecretari general del Movimiento Nacional i procurador en Corts. En els estadis finals del franquisme, Ortí Bordás va pertànyer a un dels corrents reformistes de la dictadura, la coneguda com els "blaus" (juntament amb personatges de rellevància durant la Transició com Rodolfo Martín Villa, Gabriel Cisneros, Marcelino Oreja Aguirre, Miguel Primo de Rivera y Urquijo o Fernando Ybarra).
Del 1974 al 1976 va ser designat president del Banc de Crèdit Industrial i el 1976-1977 Sotssecretari de Governació. A les eleccions generals espanyoles de 1977 fou elegit diputat a les Corts espanyoles per la província de Castelló per la Candidatura Independent de Centre, però poc després s'integrà a la UCD, i quan aquesta es va desintegrar, a AP. El 1986 fou designat senador per la Comunitat Autònoma per Coalició Popular i després pel PP fins al 1996, quan dimití i es retirà de la política. Del 1997 al 2003 fou president de l'Empresa Nacional d'Autopistes.

## Obres
- Con la misma esperanza
- Los cambios políticos en España